# Hötting
Hötting ist ein Stadtteil von Innsbruck. Die ehemalige Gemeinde wurde 1938 nach Innsbruck eingemeindet.

## Geografie
Hötting ist eine nördlich des Inns gelegene Katastralgemeinde und Ortschaft von Innsbruck, nordwestlich der Innenstadt und am Fuß der Nordkette. Sie umfasst die statistischen Stadtteile Hötting, Höttinger Au, Hötting West sowie einen Teil der Hungerburg.
Zur Katastralgemeinde Hötting gehören weite Teile der Nordkette sowie Gebiete im Gleirschtal, einem Seitental des Hinterautals östlich von Scharnitz.
Nachbarortschaften/-katastralgemeinden:
| Scharnitz (Gem.)                    |                                             |             |
| Zirl                                | Kompassrose, die auf Nachbargemeinden zeigt | Arzl Mühlau |
| Kematen i.T. (Gem.) (1) Völs (Gem.) | Wilten                                      | Innsbruck   |

(1) Kematen grenzt knapp nicht direkt an Innsbruck

### Dorf Hötting

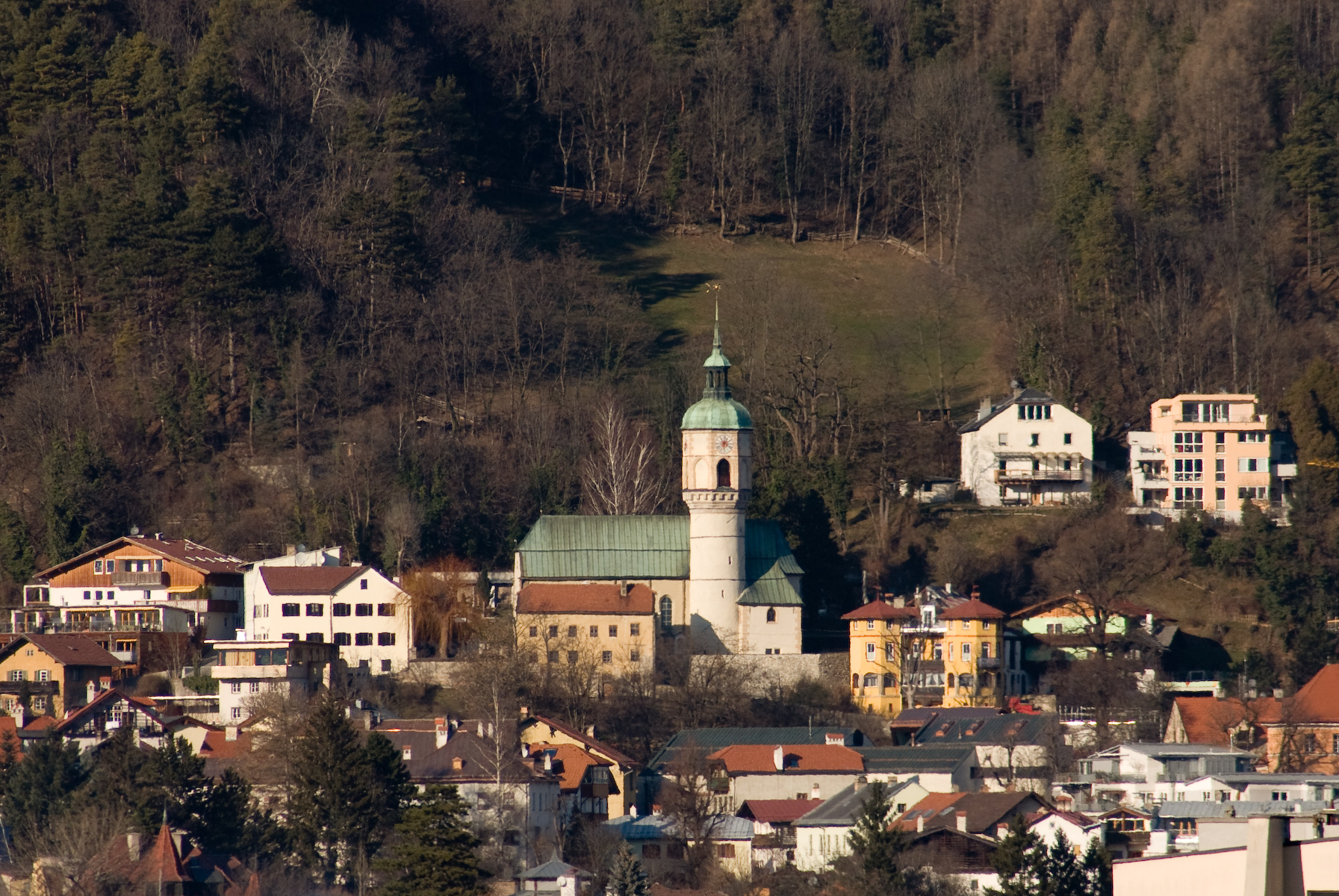
Ortskern Hötting um die Alte Kirche

Der alte Höttinger Ortskern (607 m ü. A.) bildet heute den statistischen Stadtteil Hötting, der deckungsgleich mit dem statistischen Bezirk (Zählbezirk) Hötting-Mitte ist. Er konnte seinen dörflichen Charakter bis heute bewahren, jedoch wurden ab den 1960er Jahren neue Wohngebiete westlich davon erschlossen. Die urkundlich erstmals 1286 erwähnte alte Höttinger Kirche wurde im spätgotischen Stil erbaut und später barockisiert. Im Stil des Historismus wurde 1911 die neue Höttinger Kirche errichtet. Oberhalb von Hötting befindet sich in einem Waldgebiet die Wallfahrtskirche Höttinger Bild.
Der Stadtteil hat 6250 Einwohner auf einer Fläche von 425,8 ha und damit eine Bevölkerungsdichte von 1468 Einwohnern/km². 10,7 % der Bevölkerung sind jünger als 15 Jahre, 18,8 % älter als 65. Der Ausländeranteil beträgt 19,0 % (Stand 2013).
Nachbar-Stadtteile von Hötting(-Mitte):
|                        | Hungerburg (Hötting/Mühlau)                 | Mühlau (Mühlau)                    |
| Hötting West (Hötting) | Kompassrose, die auf Nachbargemeinden zeigt | Saggen (Innsbruck)                 |
| Höttinger Au (Hötting) |                                             | Mariahilf-St. Nikolaus (Innsbruck) |

### Weitere Teile und Ortslagen
Die Höttinger Au bezeichnet das Gebiet zwischen dem Fuß der Nordkette und dem Inn. Erzherzog Ferdinand II. ließ dort einen Tiergarten errichten, in dem die höfische Gesellschaft ungestört ihrer Jagdleidenschaft nachgehen konnte. 1947 übersiedelte der Flughafen Innsbruck von der Reichenau in die Au. Weitere Stadtteile, die wie die Höttinger Au in den letzten Jahrzehnten zu Wohngebieten ausgebaut wurden, sind am Hang der Nordkette Sadrach und Hötting West, Allerheiligen mit Peerhof- und Hörtnaglsiedlung sowie die Lohbachsiedlung mit den Gebäuden der technischen Fakultät der Universität Innsbruck. Kranebitten ist ein dörflicher Stadtteil im äußersten Westen mit einem Campingplatz.
Zum Ortschaftsgebiet gehören auch ein Teil des Alpenzoos Innsbruck und die Einzellagen Schlotthof und Schoberwaldhütte. Das Katastralgebiet zieht sich über den Höttinger Graben hinauf bis zum Nordkettenkamm von der Seegrubenspitze (2350 m ü. A.), Frau Hitt (2270 m), Vordere und Hintere Brandjochspitze (2559 bzw. 2599 m), Hohe Warte (2597 m) bis zum Kleinen Solstein (2637 m). Auf der Südseite der Nordkette befinden sich die Berg- und Gasthäuser Rauschbrunnen (1088 m), Umbrüggler Alm (1111 m), Höttinger Alm (1487 m), Bodensteinalm (1661 m) und die Station Seegrube der Nordkettenbahn (1905 m).
Nördlich der Nordkette zieht sich das Gebiet als Streifen quer über das obere Gleirschtal, das Samertal, wo sich die Möslalm befindet, bis zum Gipfel des Hohen Gleirsch (2492 m ü. A., Gleirsch-Halltal-Kette).
Die Gesamtausdehnung der Katastralgemeinde beträgt zwölf Kilometer von Norden nach Süden, mit knapp 45 km², was knapp die Hälfte der Gesamtfläche Innsbrucks ist.

## Verkehr
Die Verbindung von Innsbruck ins Oberinntal und zum Seefelder Sattel verlief früher über die Innbrücke, die Höttinger Gasse, die heutige Schneeburggasse und die Allerheiligenhöfe. Erst im 16. Jahrhundert wurde die Straße in den Talboden verlegt. Diese ist heute die Tiroler Straße B 171 nach Zirl. Durch Hötting führt außerdem die Mittenwaldbahn mit den Bahnhöfen und Haltestellen Innsbruck-Hötting, Allerheiligenhöfe und Kranebitten. Die Buslinien A (bis 1976 als Obuslinie betrieben), H, J und K der Innsbrucker Verkehrsbetriebe erschließen den Stadtteil.

## Geschichte

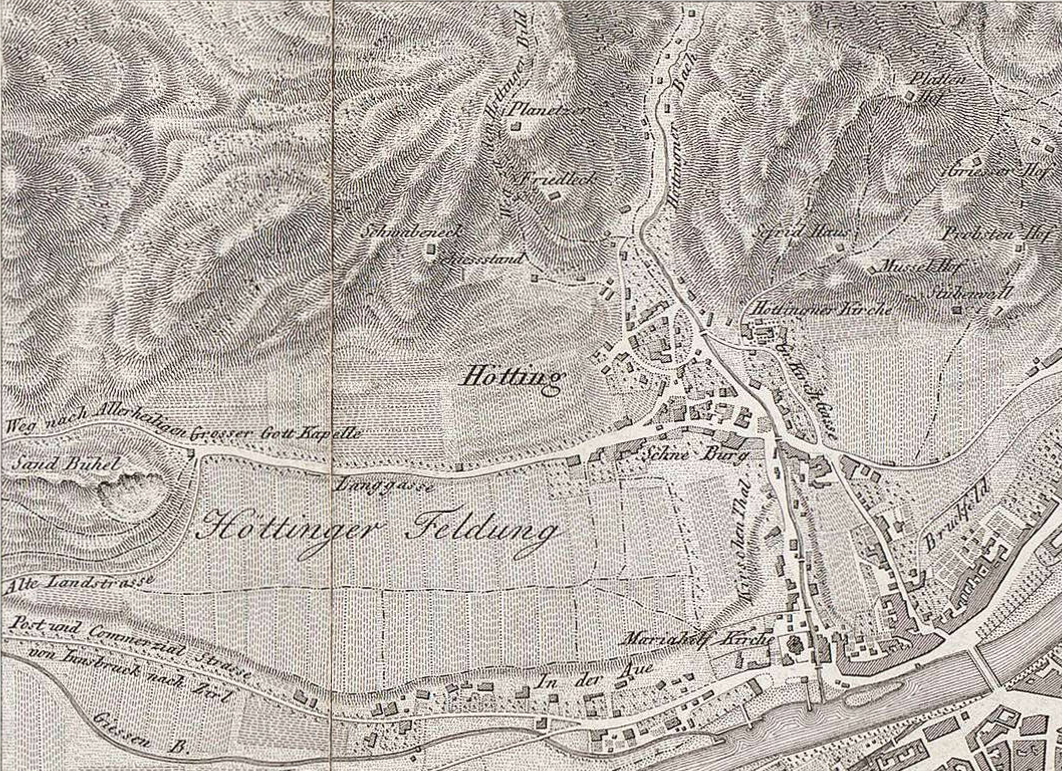
Hötting im Plan der k.k. Provinzial-Hauptstadt Innsbruck, um 1840

Der Stadtteil weist neben Wilten die ältesten Besiedlungsspuren auf dem Gebiet des heutigen Innsbruck auf. Archäologische Funde aus dem Jungneolithikum, der Bronzezeit, der Eisenzeit sowie der römischen Kaiserzeit und des Frühmittelalters weisen auf die Bedeutung des günstig gelegenen Siedlungsraumes hin. Im Bereich der Höttinger Gasse sind Urnengräber aus der jüngeren Bronzezeit gefunden worden.
Die Endung -ing weist auf eine spätere Namensgebung durch die Bajuwaren hin. In einer Urkunde für das Kloster Polling von 1122 bis 1135 taucht Hötting unter der Bezeichnung „villa Hetiningen“ (Dorfsiedlung H.) erstmals auf.
1150 wird Hötting als zum Landgericht Sonnenburg gehörendes Dorf erwähnt. Es wuchs rasch und bestand 1265 bereits aus Ober-, Mittel- und Unterdorf, Ried und Au. Um 1165/1170 ließ Berchtold V. (III.) von Andechs die erste Innbrücke errichten und gründete eine Marktsiedlung am linken Innufer auf Höttinger Gebiet, die Ynbruggen genannt wurde (der heutige Stadtteil Mariahilf-St. Nikolaus) und aus der sich die Stadt Innsbruck entwickelte.
Vom 15. bis zum 18. Jahrhundert wurde oberhalb von Hötting, insbesondere im Höttinger Graben, Bergbau betrieben und Silber, Galmei, Blei, Vitriol und Schwefel abgebaut. Die Metalle wurden auch gleich in Hötting verhüttet. Im 17. Jahrhundert kam es zum allmählichen Niedergang und zahlreiche Stollen verfielen. Seit 1537 durften die Innsbrucker Bürger für ihre Bauten „Tuffstein“ (die Höttinger Breccie) oberhalb von Hötting gewinnen.
In Hötting befanden sich zwei Gießereien, die von 1496 von Jörg Endorfer gegründete Glockengießerei sowie die von der Familie Löffler begründete Erzgießerei auf Büchsenhausen. Die Wasserkraft des Fallbachs und des Höttinger Bachs wurde nicht nur von den Hüttenwerken, sondern auch von Mühlen genutzt. 1775 gab es in Hötting acht Mühlen, die letzte wurde 1930 geschlossen. Im 15. Jahrhundert wurde an den sonnigen Hängen Wein angebaut.
Die erste Kirche in Hötting wurde 1286 erwähnt, sie wurde im 15. Jahrhundert neu gebaut und im 18. Jahrhundert erweitert und barockisiert. Sie gehörte ursprünglich zum Stift Wilten, ab 1495 wurde in ihr jeden Sonntag eine Messe gelesen und um sie herum ein eigener Friedhof angelegt. 1687 wurde Hötting zur Kuratie, 1853 zur Pfarre erhoben. Im 20. Jahrhundert gingen aus ihr die Pfarren Allerheiligen, Guter Hirte und Petrus Canisius hervor.
1911 wurde die neue Pfarrkirche errichtet, die wie die alte Kirche den Brixner Diözesanpatronen Ingenuin und Albuin geweiht ist. Die alte Kirche wurde daraufhin profaniert, aber 1957 wieder eingeweiht.
Im 19. Jahrhundert entwickelte sich Hötting zum beliebten Wohngebiet für Innsbrucker. In den 1930er Jahren wurden die Lohbachsiedlung und die Hörtnaglsiedlung von der Stadt Innsbruck auf Höttinger Gebiet angelegt. Auch verschiedene Einrichtungen wurden aus der dicht besiedelten Stadt nach Hötting verlegt, wie 1904 die Sternwarte oder 1913 der Botanische Garten.
Im Jahre 1932 erlangte der Ort kurzzeitig Aufsehen auf Bundesebene durch die blutigen Ereignisse der Höttinger Saalschlacht.
Bis zur Eingemeindung 1938 war Hötting mit etwa 8000 Einwohnern eine der größten Gemeinden bzw. das größte Dorf Österreichs und umfasste Teile der Nordkette mit der Frau Hitt. Daher erweiterte sich das Innsbrucker Stadtgebiet durch die Eingemeindung wesentlich.

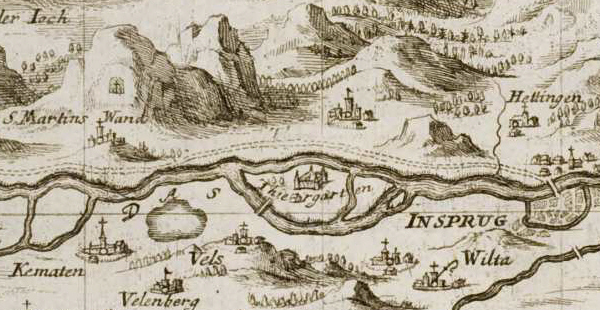
Kranebitten bis Stadt Innsbruck mit Tiergarteninsel (ca. 1700, Ausschnitt aus Insprug mit der Gegend auf 2 Stunden)
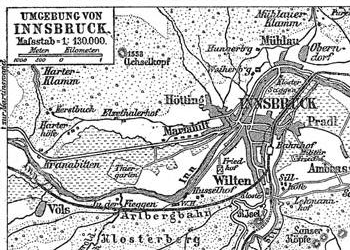
Innsbruck West (um 1888, aus Umgebung von Innsbruck, Meyers Konversationslexikon, 4. Aufl.)
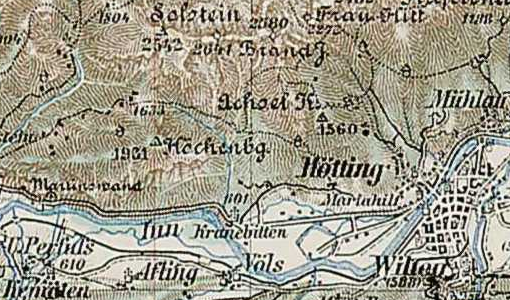
Hötting, Innsbruck West (um 1898–1905, Detail aus der Franzisco-Josephinischen Landesaufnahme, Blatt 29-47 Innsbruck)

### Sehenswürdigkeiten

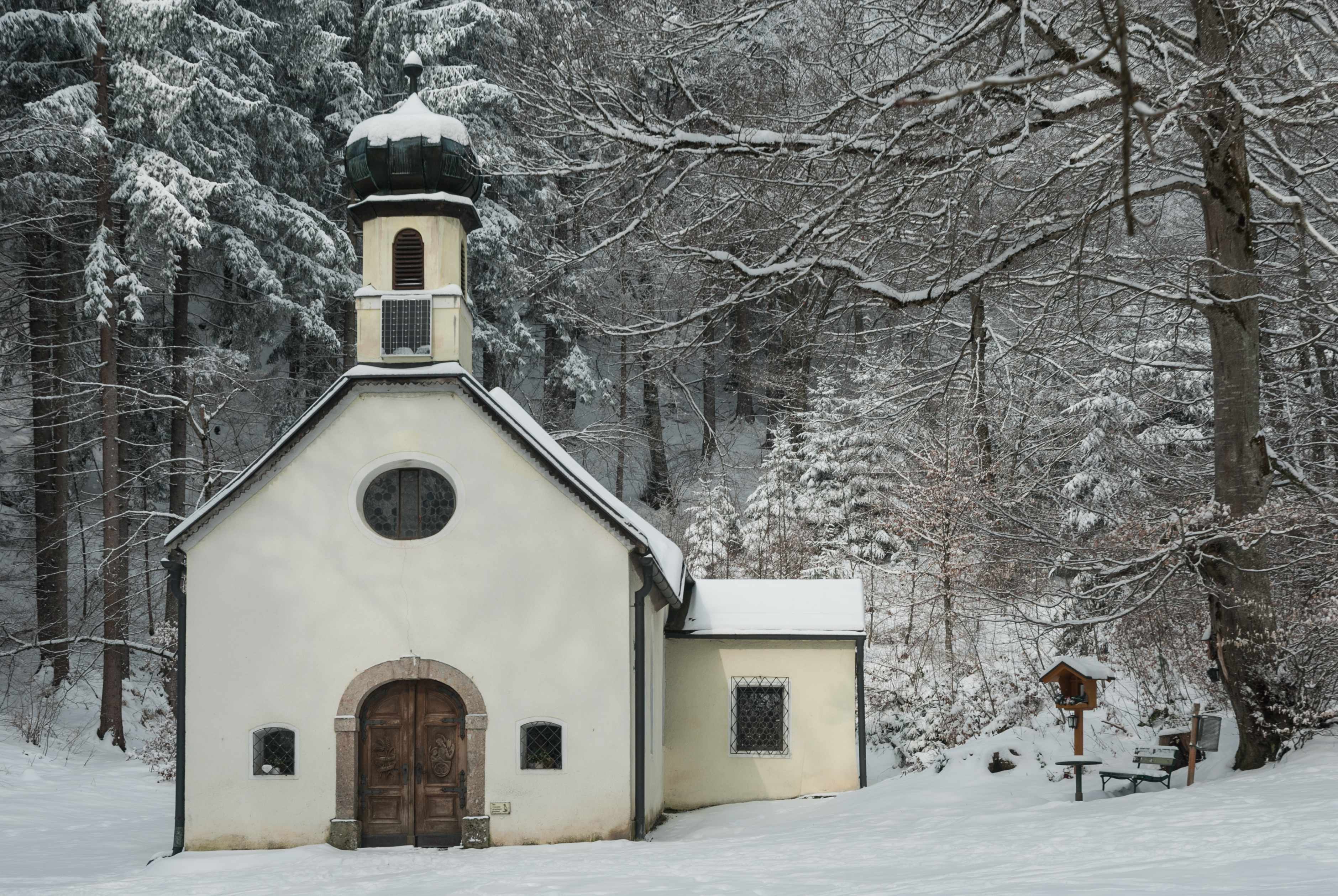
Höttinger Bild

- Alte Pfarrkirche Hll. Ingenuin und Albuin
- Neue Pfarrkirche Hll. Ingenuin und Albuin
- Schloss Büchsenhausen
- Pfarrkirche Allerheiligen
- Hungerburg mit Theresienkirche und Widum
- Filialkirche Mariä Heimsuchung in Kranebitten
- Landschaftliche Pfarrkirche Mariahilf
- Kapelle Höttinger Bild
- Ursulinenschule Innsbruck
- Schloss Lichtenthurn  – Schneeburgschlössl

## Wappen

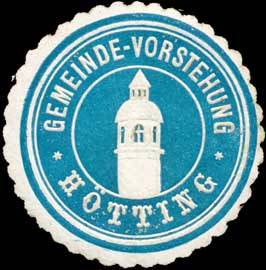
Darstellung des Wappens auf einer Siegelmarke

Seit 1937 führte die Gemeinde Hötting ein Wappen, das heute wieder als Stadtteilwappen im Gebrauch ist. Es zeigt auf rotem Grund den silbernen stilisierten Turm der alten Pfarrkirche.

## Persönlichkeiten

### Söhne und Töchter des Ortes
- Josef Natterer (1782–1836), Tiroler Freiheitskämpfer
- Franz Xaver Layr (1812–1875), Kupferstecher und Maler
- Franz Xaver Spörr (1821–1882), Maler
- Ernst von Tschiderer (1830–1916), Komponist
- Georg Juffinger (1853–1913), Laryngologe und Hochschullehrer
- Joseph Campani (1856–1931), Benediktiner und Architekt
- Otto Ampferer (1875–1947), Geologe Erfinder der Plattentheorie
- Theodor Prachensky (1888–1970), Architekt
- Raimund Wörle (1896–1979), Maler
- Erich Fritz (1899–1989), Rechtsmediziner
- Josef Prantl (1901–1992), Maler und Grafiker
- Siegmund Prey (1912–1992), Geologe
- Claudius Molling (* 1933), Bildhauer und Restaurator
- Hans Gschnitzer (1938–2013), Volkskundler